# Pirsz

A Pirsz modul vázlata

A Pirsz (oroszul: Пирс, magyar jelentése: móló), más jelzéssel SZO–1 (oroszul: СО–1 – Стыковочный отсек-модуль, magyar átírásban: Sztikoviocsnij otszek-modul, magyarul: dokkoló modul), vagy DC–1 (Docking Compartment–1) a Nemzetközi Űrállomás orosz dokkoló modulja volt, amelyre orosz űrhajók kapcsolódhattak, és amelyből űrsétákat is végezhettek. 2021. július 26-án választották le az űrállomásról.

## Története
2001. szeptember 15-én indították a bajkonuri űrrepülőtérről Szojuz–U típusú hordozórakétával egy Progressz teherűrhajóra kapcsolva. Szeptember 16-án rákapcsolódott a Zvezda modulra. 2001. október 8-án történt az első űrséta a modulon keresztül.
A modul 7252 napon (közel 20 éven) keresztül keringett az űrállomáshoz kapcsolva. Arról 2021. július 26-án 14:51-kor (UTC) választották le és a Progressz MSZ–16 teherűrhajóhoz kapcsolva visszatért a Föld légkörébe, mialatt megsemmisült. A modul légkörben el nem égett darabjai a Csendes-óceán déli részébe hullottak. Az ISS-en a modul helyét és szerepét a Nauka modul veszi át. A modul leválasztását eredetileg július 17-re tervezték, de a helyére kerülő Nauka modul indításának késése miatt a leválasztás is csúszott.

## Műszaki adatok
- Tömeg: 3,6 t
- Hossz: 4,9 m
- Legnagyobb átmérő: 2,2 m